# Ammarnäs kyrka
Ammarnäs kyrka är en kyrkobyggnad i Ammarnäs i Luleå stift. Den är församlingskyrka i Sorsele församling. Intill kyrkan finns en välbevarad samisk kyrkstad med många byggnader.

## Kyrkobyggnaden
Nuvarande träkyrka uppfördes 1910–1912 av byggmästaren Karl August Eriksson från Bräskafors efter ritningar av Torben Grut. Den invigdes 7 juli 1912 av biskop Olof Bergqvist.
Kyrkan är av nationalromantisk karaktär och består av ett långhus med sakristia i öster och en takryttare ovanför västgaveln. Exteriören är rikt utformad, helt klädd med fjällpanel, så kallad pärt. Pärt är korta, relativt tunna brädlappar som spikas med överlappning nerifrån och upp för avrinningens skull. När all pärt har spikats bildas ett mönster likt fiskfjäll, därav namnet fjällpanel.
Det ljusa kyrkorummet är enkelt möblerat och täcks av ett panelklätt vinklat tak. Bänkinredningen är öppen. Koret och sakristian byggdes om 1953 efter ritningar av Einar Lundberg. 1967 målades altarväggen och samtidigt insattes predikstolen från det äldre kapellet. En restaurering genomfördes 1992 under ledning av Rolf Sixtensson. Syftet var att så långt som möjligt återställa den ursprungliga interiören.

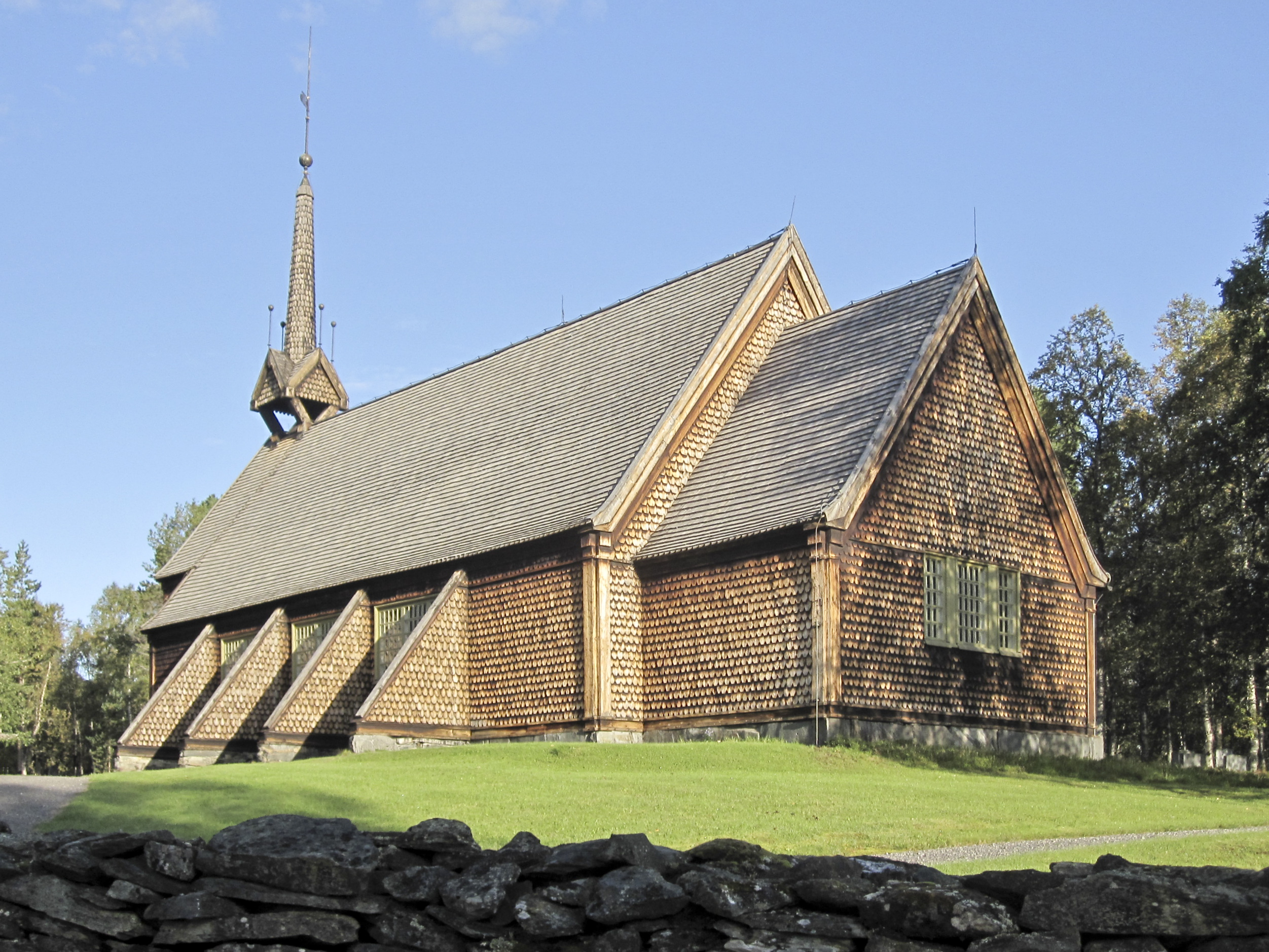
Ammarnäs kyrka

### Historia
Den nuvarande kyrkobyggnaden ersatte ett äldre kapell som hade uppförts i Ammarnäs 1858. Material från det gamla kapellet återanvändes delvis i det nya. Det första kapellet hade tillkommit på begäran av de renskötande samerna i området, som dittills hade samlats till kyrkhelg i Jillesnåle kapell under sommaren. I takt med att nybyggarna blivit fler kring Storvindeln hade emellertid renskötarna i ökande utsträckning börjat utnyttja sommarland belägna längre inåt, närmare norska gränsen. Det hade blivit alltmer opraktiskt att ta sig till Jillesnåle.
Det första kapellet i Ammarnäs beskrevs av pastorsadjunkten Hjalmar Alner som "en stor lada, timrad av grova stockar, utanpå rödfärgade, innantill utan färg. Mellan dem är mossa indiktad, men den lossnar här och där vid det ovanliga draget. (...) Korväggen är lika naken och naturlig som de andra. Dock, en prydnad finnes. Konung Oscar II:s och Drottning Sofias porträtt (stålstick) hänga allvarliga och bleknade på ömse sidor av altaret. (...) Altaret är ett vitmålat träbord. Det lilla fyrkantiga altarskranket är även vitmålat; utan kläder äro båda. Den bukiga, även vitmålade predikstolen är det enda föremål i kapellet, som det är använt någon liten konst och omsorg på. Ack, så torftigt, så torftigt! Ingen läktare, ingen orgel."

## Inventarier

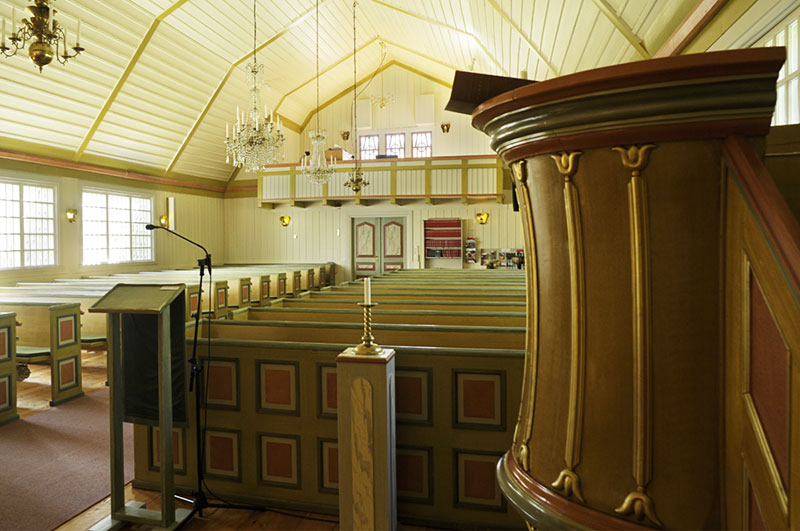
Interiör av Ammarnäs kyrka.

- Första kyrkklockan göts 1865 av A.P. Linderberg i Sundsvall och bär inskriptioner uteslutande på samiska. Andra kyrkklockan göts 1924 av Bergholtz klockgjuteri i Stockholm och bär inskriptioner på svenska och samiska.

### Orgel
- Ett positiv flyttades hit från Gargnäs kyrka och var byggd av Grönlunds Orgelbyggeri, Gammelstad med 3 stämmor. Den finns numera inte kvar i kyrkan.
- Den nuvarande orgeln är en elorgel och byggd 1982.

## Kyrkstaden

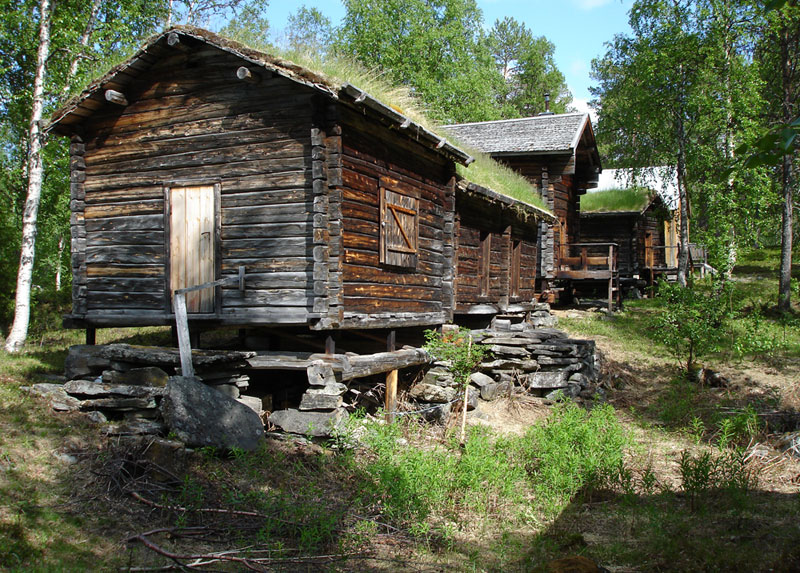
Några av de samiska kyrkbodarna på Lapplatsen i Ammarnäs, fotograferade i juni 2011.

I anslutning till kyrkan ligger en välbevarad samisk kyrkstad, den så kallade Lapplatsen, med totalt fjorton byggnader. Äldst är de små timrade bodar som är byggda på stolpar. Bodarna var ursprungligen fönsterlösa, men fönster har sedermera tagits upp i de flesta. I bodarna övernattade samerna i samband med kyrkhelgerna eller när de annars hade ärenden till Ammarnäs från sina visten uppe på fjället.